# 마타갈파

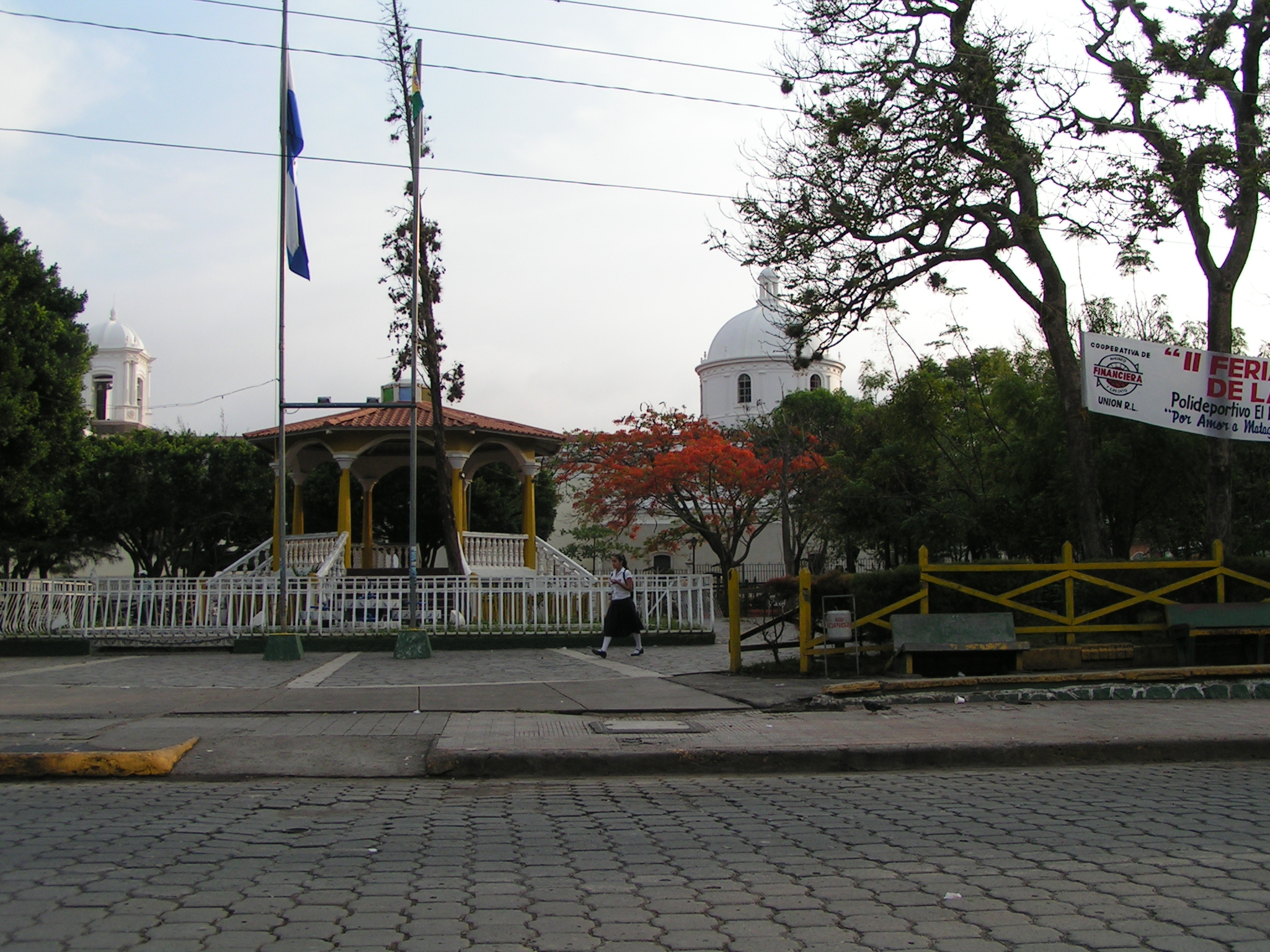
마타갈파

마타갈파(스페인어: Matagalpa)는 니카라과의 도시로 마타갈파 주의 주도이며 면적은 640.65km2, 인구는 150,643명(2012년 기준)이다.